# Croesus Motor Car Company
Croesus Motor Car Company war ein US-amerikanischer Hersteller von Automobilen.

## Unternehmensgeschichte
W. L. Bell und George W. Curtiss gründeten das Unternehmen im Januar 1906. Der Sitz war in Kansas City in Missouri. Die Produktion von Automobilen begann, die als Croesus angeboten wurden. 1906 endete die Produktion. Im Januar 1907 trennten sich die beiden Inhaber nach Meinungsverschiedenheiten. Insgesamt entstanden zwei Fahrzeuge.

## Fahrzeuge
Der Junior hatte einen wassergekühlten Vierzylindermotor, dessen Leistung mit 18/20 PS angegeben war. Er trieb über ein Dreiganggetriebe die Hinterachse an. Der Radstand betrug 224 cm, die Spurweite 142 cm. Der offene Runabout wurde auch als Roadster bezeichnet und war zweisitzig ausgelegt. Das Leergewicht war mit 499 kg angegeben.
Der Four hatte ebenfalls einen wassergekühlten Vierzylindermotor, der allerdings mit 35/40 PS angegeben war. 125,4 mm Bohrung und 136,5 mm Hub ergaben 6743 cm³ Hubraum. Das Fahrgestell hatte 274 cm Radstand. Die Spurweite entsprach dem kleineren Modell. Das Fahrzeug wog 1161 kg. Der Tourenwagen bot Platz für sieben Personen.

## Modellübersicht
| Jahr | Modell | Zylinder | Leistung (PS) | Radstand (cm) | Aufbau               |
| ---- | ------ | -------- | ------------- | ------------- | -------------------- |
| 1906 | Junior | 4        | 18/20         | 224           | Runabout 2-sitzig    |
| 1906 | Four   | 4        | 35/40         | 274           | Tourenwagen 7-sitzig |